# أول 1000 يوم
تصف الألف يوم الأولى الفترة من الحمل إلى عمر 24 شهرًا في تطور الطفل . وتعتبر هذه الفترة "فترة حرجة" يكون فيها لتأثير الغذاء الكافي و العوامل البيئية تأثير لمدى الحياة على الصحة العامة للطفل. في حين أن التغذية الكافية يمكن أن تكون مفيدة بشكل استثنائي خلال هذه الفترة الحرجة إلا أن التغذية غير الكافية قد تكون ضارة أيضًا للطفل. وذلك لأن الأطفال ينشئون العديد من الخصائص اللاجينية لبقية حياتهم في أول 1000 يوم من عمرهم.  قد يكون للتدخلات الطبية والصحية العامة في وقت مبكر من نمو الطفل خلال الألف يوم الأولى معدلات نجاح أعلى مقارنة بتلك التي تحققت خارج هذه الفترة. 
يمكن أن يكون للتغذية الكافية خلال الألف يوم الأولى تأثير مباشر وغير مباشر على النتائج الصحية على المدى القصير والطويل.  هناك العديد من عوامل الخطر في أول 1000 يوم والتي في حالة وجودها تنبئ بالسمنة لاحقاً.    يمكن علاج توقف النمو ( نمو اللحاق بالركب ) من خلال تحقيق الحالة التغذوية المناسبة. وهو مهم خصوصًا للفتيات المراهقات، حيث قد يكسر دائرة التخلف بين الأجيال. 
و بإعتبارها فترة من النمو والتطور السريع تعد أول 1000 يوم من الحياة أساسية لنمو الطفل وقابليته للتعرض للأمراض غير المعدية في المستقبل مثل أمراض القلب والأوعية الدموية أو أمراض التمثيل الغذائي. 

## تغذية وتطور الطفل
تعتبر التغذية الشاملة الكافية خلال الـ 1000 يوم الأولى أمراً مهماً للنمو العصبي والجسدي الصحي للطفل. وهذا يشمل على سبيل المثال لا الحصر كميات كافية من المغذيات الكبيرة (macronutriants) والمغذيات الدقيقة (micronutrients ) وكذلك الفيتامينات الأساسية.
ينطبق مفهوم التغذية الكافية على كل من الأم الحامل والطفل.  تواجه الأمهات الحوامل حاجة فسيولوجية متزايدة بسبب ظروف الحمل وذلك بسبب خضوع أجسادهن من أول لحظة من بداية الحمل لتغييرات هائلة تتطلب احتياجات غذائية إضافية.كما أن من المهم أيضًا أن تحافظ الأمهات على التغذية الكافية حتى بعد الولادة و هذا لا يقتصر فقط للحفاظ على صحتهن فحسب بل على صحة أطفالهم أيضاً فالرضاعة الطبيعية هي الطريقة التي يحصل بها الأطفال حديثي الولادة على المغذيات الكبيرة الحيوية والمغذيات الدقيقة والفيتامينات.
وهناك بعض المغذيات الكبيرة والمغذيات الدقيقة والفيتامينات التي يمكن الحصول عليها والاحتفاظ بها بشكل أفضل إذا تم الحصول عليها من خلال الرضاعة الطبيعية، ولهذا السبب من المهم أن تحافظ الأمهات على تغذية كافية بعد الولادة. 
تشمل المغذيات الكبيرة الرئيسية البروتينات والأحماض الدهنية المتعددة غير المشبعة طويلة السلسلة (LC-PUFA)، بينما تشمل بعض المغذيات الدقيقة الرئيسية الكولين ،  الحديد ،  الزنك، اليود ،  الكالسيوم، والمغنيسيوم .  الفيتامينات الأساسية ضرورية أيضًا للنمو والتطور.  وهذا يشمل: فيتامين أ، وهو مفتاح نمو الجنين، وتكوين الأعضاء، وتكوين الأطراف، ووظائف المناعة، وسلامة الغشاء المخاطي وتناسق الجسم.يمكن أن يؤدي نقص فيتامين أ إلى جفاف الملتحمة والعمى الليلي وفقر الدم. فيتامين د : وهو ضروري لنمو العظام.في حين أن نقص فيتامين د يمكن أن يؤدي إلى الاصابة بمرض الكساح. حمض الفوليك / حمض الفوليك : الذي يمنع عيوب الأنبوب العصبي (NTDs).
يمكن أن يعاني الأطفال الذين لا يتلقون تغذية كافية في الألف يوم الأولى من عواقب صحية قصيرة وطويلة المدى.  يمكن تخفيف بعض هذه العواقب إذا تم تحديدها ومعالجتها مبكرًا، إلا أنها قد تصبح أكثر صعوبة في تصحيحها مع مرور الوقت.  بالنسبة للجزء الأكبر من المغذيات الكبيرة والمغذيات الدقيقة والفيتامينات الأساسية يمكن بل وينبغي الحصول عليها من خلال نظام غذائي صحي ومتوازن. لكن في بعض الأحيان قد لا يكون ذلك ممكنًا بالنسبة للأم الحامل أو الطفل. في هذه الحالات قد يوصى بالمكملات أو تكون مطلوبة. وبشكل عام، فإن التغذية الكافية خلال الألف يوم الأولى هي مسؤولية يتقاسمها مقدمو الرعاية (مثل الآباء)، وكذلك مقدمو الخدمة (مثل أطباء الأطفال والأخصائيين الاجتماعيين وأخصائيي التغذية).

## الروابط خارجية
- أول 1000 يوم، منشورات منظمة اليونيسف

## السمنة في مرحلة الطفولة
منذ أول 1000 يوم من الحياة تمتد على حد سواء من التطور داخل الرحم وخارجه، يمكن فصل المتطلبات الغذائية إلى ثلاث مراحل متميزة من التطور الغذائي: مرحلة ما قبل الولادة، ومرحلة الرضاعة الطبيعية أو الرضاعة الصناعية، ومرحلة النظام الغذائي التكميلي. 

#### فترة ماقبل الولادة
عوامل الأمومة مثل مرض السكري من النوع الأول، والوزن قبل الحمل، وسكري الحمل، وزيادة الوزن أثناء الحمل، كلها عوامل خطر للإصابة بالسمنة لدى الأطفال. في حين أن هذه العلاقة بين العوامل الأمومية وتطور السمنة لدى الأطفال ليست مفهومة تمامًا، فمن المفترض أن الظروف المتغيرة داخل الرحم بسبب التعرض المرتفع للمغذيات تؤثر على نمو الجنين بحيث يصبح الطفل أكثر عرضة للخطر.
قد تساعد التدخلات لإدارة الحالات الموجودة مسبقًا لدى الأم، بالإضافة إلى مضاعفات الحمل، مثل الحفاظ على مستويات السكر في الدم وضغط الدم في تقليل هذا الخطر. 

### الرضاعة الطبيعية أو الصناعية
أظهرت الدراسات السكانية أن الرضاعة الطبيعية لها فائدة طويلة المدى في الوقاية من السمنة في المستقبل.  يميل الأطفال الذين يتغذون على الصيغة إلى اتباع "منحنى النمو المتسارع" مقارنة بالأطفال الذين يرضعون رضاعة طبيعية والذين يتطورون على طول منحنى نمو أبطأ لأنهم يميلون إلى الحصول على مستويات أعلى من عامل النمو الشبيه بالأنسولين (IGF) -1.  قد يكون هذا الاختلاف في مستويات IGF-1 بسبب الاختلافات في التركيبات الغذائية لحليب الثدي والحليب الاصطناعي. تعتمد هذه المرحلة من التطور الغذائي أيضًا كثيرًا على السلوكيات الغذائية للأم.

### النظام الغذائي التكميلي
المرحلة الأخيرة من التطور الغذائي هي الأطول بين المراحل الثلاث، وتمتد من الأشهر 6 إلى 24 وتمثل أكبر احتمال لتطور مخاطر السمنة. ويرجع ذلك جزئياً إلى حقيقة أن النظام الغذائي التكميلي يشكل الجزء الأكبر من التطور الغذائي، ولكن خصوصًا لأن الانتقال من الأطعمة السائلة إلى الأطعمة الصلبة يمثل تحدياً في نفسه. توسعت الأبحاث الحديثة في دور علم الوراثة اللاجينية والميكروبات الحيوية خلال الألف يوم الأولى في تطور السمنة لدى الأطفال. 

## التغذية
تؤثر تغذية الأم والطفل في مرحلة الطفولة المبكرة على التغيرات اللاجينية في الطفل والتي تُعلِم بعد ذلك النتائج المناعية والتمثيل الغذائي خلال فترة نموه وحتى خلال فترة حياته لاحقا.  يحتوي حليب الإنسان على HMOs، وهي مكونات نشطة بيولوجيًا تساعد في وظيفة المناعة وتنظيمها وتحتوي على الإكسوسومات المحتوية على miRNA . تُخمر HMOs إلى أحماض دهنية قصيرة السلسلة، والتي تلعب أدوارًا مهمة في تعديل الميكروبيوم وفي تمايز الخلايا التائية، وقد ترتبط بشكل إيجابي بمستويات المثيلة.   الحمض النووي الريبي المايكروي(miRNA) الموجود في الإكسوسومات المشتقة من الحليب قد يزيد من القدرة المناعية.
ترتبط الأمراض الأيضية وخاصة داء السكري من النوع 2 ومقاومة الأنسولين بشكل قوي بسوء التغذية . كل من نقص و إفراط التغذية لدى الام يؤهب الطفل لتطور هذه الحالات.  في ظل هذه الظروف، قد تحدث مثيلة تفاضلية لجينات الأنسجة الدهنية وانتفاخ الحمض النووي الريبي المايكروي(miRNA) في الأنسجة الدهنية والبنكرياس . 

## التعرض للإجهاد
يؤثر التعرض للضغوطات العاطفية والجسدية والبيئية كثيرًا على نمو الدماغ والذي قد يظهر لاحقًا في نتائج سلبية عقلية وصحية من خلال دور محور HPAالمحور (الوطائي النخامي الكظري )في تنظيم الإجهاد. 
يرتبط إصابة الأم بالإكتئاب والقلق والتوتر بزيادة معدلات الاضطرابات العقلية لدى الطفل بما في ذلك الفصام والاكتئاب والقلق واضطراب فرط الحركة ونقص الانتباه والتوحد. يرتبط التدخين أثناء الحمل بالمثيلة التفاضلية للجينات المسؤولة عن نمو الدماغ وبإضطرابات الجهاز العصبي المركزي والربو والعديد من أنواع السرطان.  توفر إدارة الإجهاد والإقلاع عن التدخين لأمهات المواليد طرقًا لتقليل هذا الخطر. 
غالبًا ما يتم فصل الأطفال المولودين قبل الأوان (الأطفال الخُدج) عن الوالدين وعزلهم في وحدات العناية المركزة لحديثي الولادة، حيث قد يحتاجون إلى رعاية وإجراءات إضافية.  يرتبط الإجهاد الذي يتعرض له الرضيع خلال هذه العملية بالتعديلات اللاجينية المتعلقة بالقضايا السلوكية وتنظيم الإجهاد، ولا سيما فرط الميثيل في الجين SLC6A4 . 
تؤثر الأشكال الأخرى من محن الطفولة والتي تشمل سوء المعاملة أو الإهمال بالمثل على نمو الطفل من خلال البرمجة اللاجينية التفاضلية وخلل تنظيم الاستجابة للضغط. بالإضافة إلى التأثيرات الضارة على الصحة العقلية فإن الأطفال الذين يتعرضون لهذه الأحداث غالبًا ما تظهر عليهم استجابات مناعية ضعيفة. 
1. 1 2  Esch، Betty C. A. M. van؛ Porbahaie، Mojtaba؛ Abbring، Suzanne؛ Garssen، Johan؛ Potaczek، Daniel P.؛ Savelkoul، Huub F. J.؛ Neerven، R. J. Joost van (2020). "The Impact of Milk and Its Components on Epigenetic Programming of Immune Function in Early Life and Beyond: Implications for Allergy and Asthma". Frontiers in Immunology. ج. 11. DOI:10.3389/fimmu.2020.02141. ISSN:1664-3224. PMC:7641638. PMID:33193294.
2. ↑  Bianco-Miotto, T.; Craig, J. M.; Gasser, Y. P.; Dijk, S. J. van; Ozanne, S. E. (2017). "Epigenetics and DOHaD: from basics to birth and beyond". Journal of Developmental Origins of Health and Disease (بالإنجليزية). 8 (5): 513–519. DOI:10.1017/S2040174417000733. ISSN:2040-1744. PMID:28889823. S2CID:10545857. Archived from the original on 2023-08-01.
3. ↑  Block، Tomasz؛ El-Osta، Assam (2017). "Epigenetic programming, early life nutrition and the risk of metabolic disease". Atherosclerosis. ج. 266: 31–40. DOI:10.1016/j.atherosclerosis.2017.09.003. ISSN:0021-9150. PMID:28950165. مؤرشف من الأصل في 2023-08-01.
4. ↑  Ong, Thomas P.; Ozanne, Susan E. (2015). "Developmental programming of type 2 diabetes: early nutrition and epigenetic mechanisms". Current Opinion in Clinical Nutrition & Metabolic Care (بالإنجليزية الأمريكية). 18 (4): 354. DOI:10.1097/MCO.0000000000000177. ISSN:1363-1950. PMID:26049632. S2CID:1682293. Archived from the original on 2023-08-01.
5. 1 2  Babenko O، Kovalchuk I، Metz GA (2015). "Stress-induced perinatal and transgenerational epigenetic programming of brain development and mental health". Neuroscience and Biobehavioral Reviews. ج. 48: 70–91. DOI:10.1016/j.neubiorev.2014.11.013. PMID:25464029. S2CID:24803183.
6. ↑  Joubert BR، Felix JF، Yousefi P، Bakulski KM، Just AC، Breton C، وآخرون (2016). "DNA Methylation in Newborns and Maternal Smoking in Pregnancy: Genome-wide Consortium Meta-analysis". American Journal of Human Genetics. ج. 98 ع. 4: 680–696. DOI:10.1016/j.ajhg.2016.02.019. PMC:4833289. PMID:27040690.
7. ↑  Provenzi L، Guida E، Montirosso R (2018). "Preterm behavioral epigenetics: A systematic review". Neuroscience and Biobehavioral Reviews. ج. 84: 262–271. DOI:10.1016/j.neubiorev.2017.08.020. PMID:28867654. S2CID:22540646.
8. ↑  Linnér A، Almgren M (2020). "Epigenetic programming-The important first 1000 days". Acta Paediatrica. ج. 109 ع. 3: 443–452. DOI:10.1111/apa.15050. PMID:31603247.Linnér A, Almgren M (2020). "Epigenetic programming-The important first 1000 days". Acta Paediatrica. 109 (3): 443–452. doi:10.1111/apa.15050. PMID 31603247.
9. ↑  Vaiserman AM (2015). "Epigenetic programming by early-life stress: Evidence from human populations". Developmental Dynamics. ج. 244 ع. 3: 254–265. DOI:10.1002/dvdy.24211. PMID:25298004. S2CID:18557835.